# Вадгассен
Вадгассен (нім. Wadgassen) — громада в Німеччині, знаходиться в землі Саар. Входить до складу району Саарлуї.
Площа — 25,93 км2. Населення становить 16 900 ос. (станом на 31 грудня 2021).